# Freddie (Fernsehserie)
Freddie ist eine US-amerikanische Sitcom aus dem Jahr 2005. Der Hauptdarsteller Freddie Prinze jr. schrieb an den Drehbüchern mit und fungierte als Co-Produzent der Serie. Die Rahmenhandlung basiert auf Prinzes Kindheitserlebnissen. Die Serie wurde nach einer Staffel mit 22 Folgen nicht mehr weiter produziert.

## Handlung
Der Koch Freddie Moreno besitzt ein eigenes, erfolgreiches italienisches Restaurant in Chicago. Sein Privatleben wird von den vier Frauen bestimmt, mit denen er zusammenlebt. Seine Schwester Sofia mit ihrer Tochter Zoey, seine verwitwete Schwägerin Allison und seine puerto-ricanische Großmutter, die ausschließlich spanisch spricht, mischen sich in Freddies Liebesleben ein und bestimmen große Teile seines Alltags. Regelmäßiger Gast ist Freddies guter Freund Chris, der genau wie Freddie noch auf der Suche nach der Frau fürs Leben ist.

## Kritiken
Die Sitcom bekam überwiegend negative Kritiken. John Leonard schrieb am 2. Oktober 2005 im New York Magazine, Freddie „sei überhaupt nicht komisch und eine schlechte Sitcom“ (isn’t funny anywhere, and as a bad sitcom). Tom Shales bemerkte in der Washington Post vom 12. Oktober 2005, „die beste Strategie in Hinblick auf Freddie sei wahrscheinlich, zu warten, bis es den Directors Cut auf DVD gibt, in zwei- bis dreihundert Jahren“ (The best policy with regard to „Freddie“ is probably to wait for the director's cut on DVD in two or three hundred years).